# تيم غيلبرت
تيم غيلبرت (بالإنجليزية: Tim Gilbert)‏ (28 أغسطس 1958 في المملكة المتحدة - 1 مايو 1995) هو لاعب كرة قدم بريطاني في مركز الدفاع. لعب مع كارديف سيتي ونادي سندرلاند ونادي  شيلدز الشمالية ‏ ودارلينجتون إف سى.

## وصلات خارجية
- تيم غيلبرت على موقع قاعدة بيانات كرة القدم.إي يو (الإنجليزية)